# 神戸市立吉田中学校
神戸市立吉田中学校（こうべしりつ よしだちゅうがっこう）は、兵庫県神戸市兵庫区にある公立中学校。

## 沿革
- 1964年（昭和39年） 4月1日 - 神戸市立須佐野中学校から分離して、創立される。

## 部活動

### 運動部
- サッカー部
- 卓球部
- バスケットボール部
- 女子ソフトテニス部

### 文化部
- 吹奏楽部
- 総合文化部

## 校区
- 神戸市立和田岬小学校
- 神戸市立浜山小学校

## 制服
- 男子　
  - 冬服はブレザー、カッターシャツ、スラックスである。
  - 夏服はカッターシャツ、スラックスである。
- 女子　
  - 冬服はブレザー、カッターシャツ、スカートである。
  - 夏服はカッターシャツ、スカートである。

## 交通アクセス
- 神戸市営地下鉄海岸線 御崎公園駅より800m。

## 通学区域が隣接している学校
- 神戸市立須佐野中学校
- 神戸市立長田中学校